# Кропсволде
Кропсволде (нід. Kropswolde, нід. вимова: [krɔpsˈʋɔldə]) — село в нідерландській провінції Гронінген. Входить до муніципалітету Мідден-Гронінген.
Його площа становить 16,03км², а населення станом на 2021 рік складало 1 635 осіб.

## Галерея

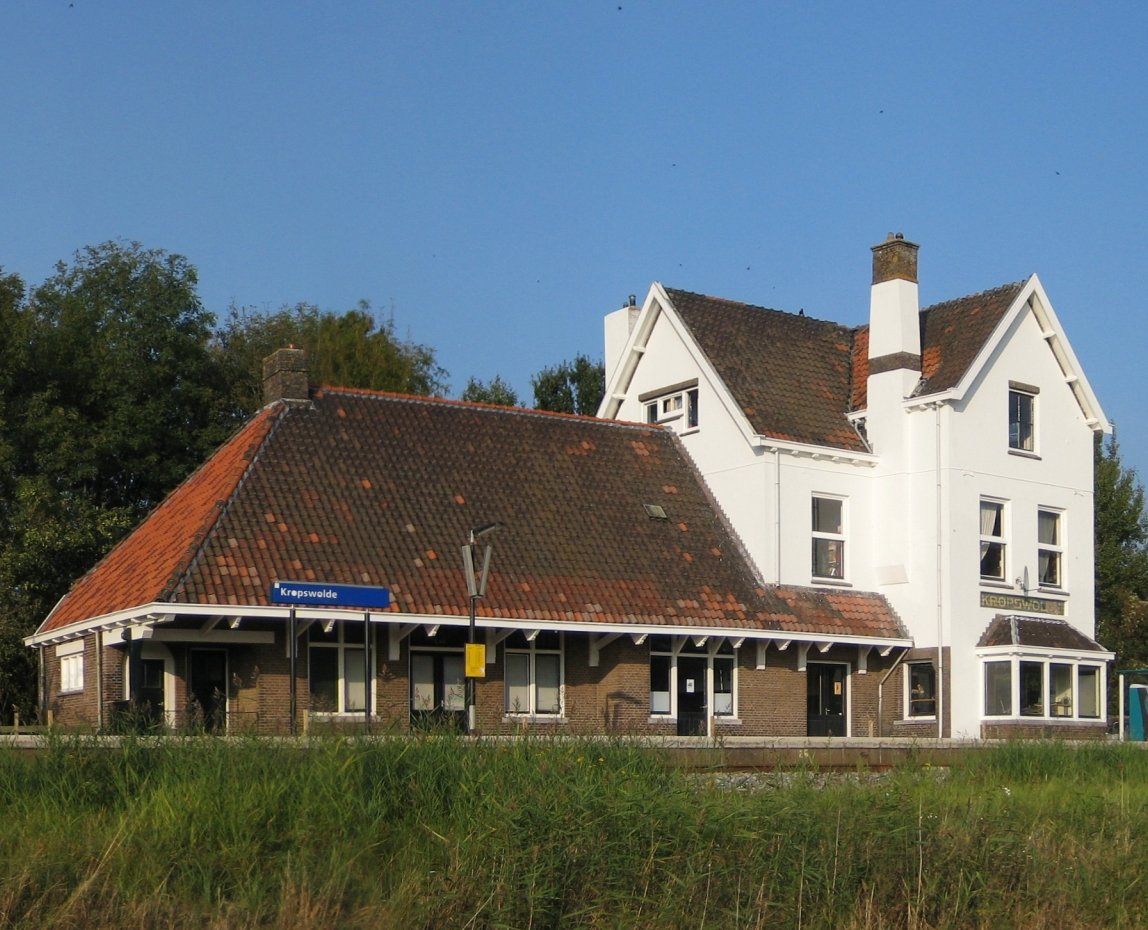
Залізнична станція
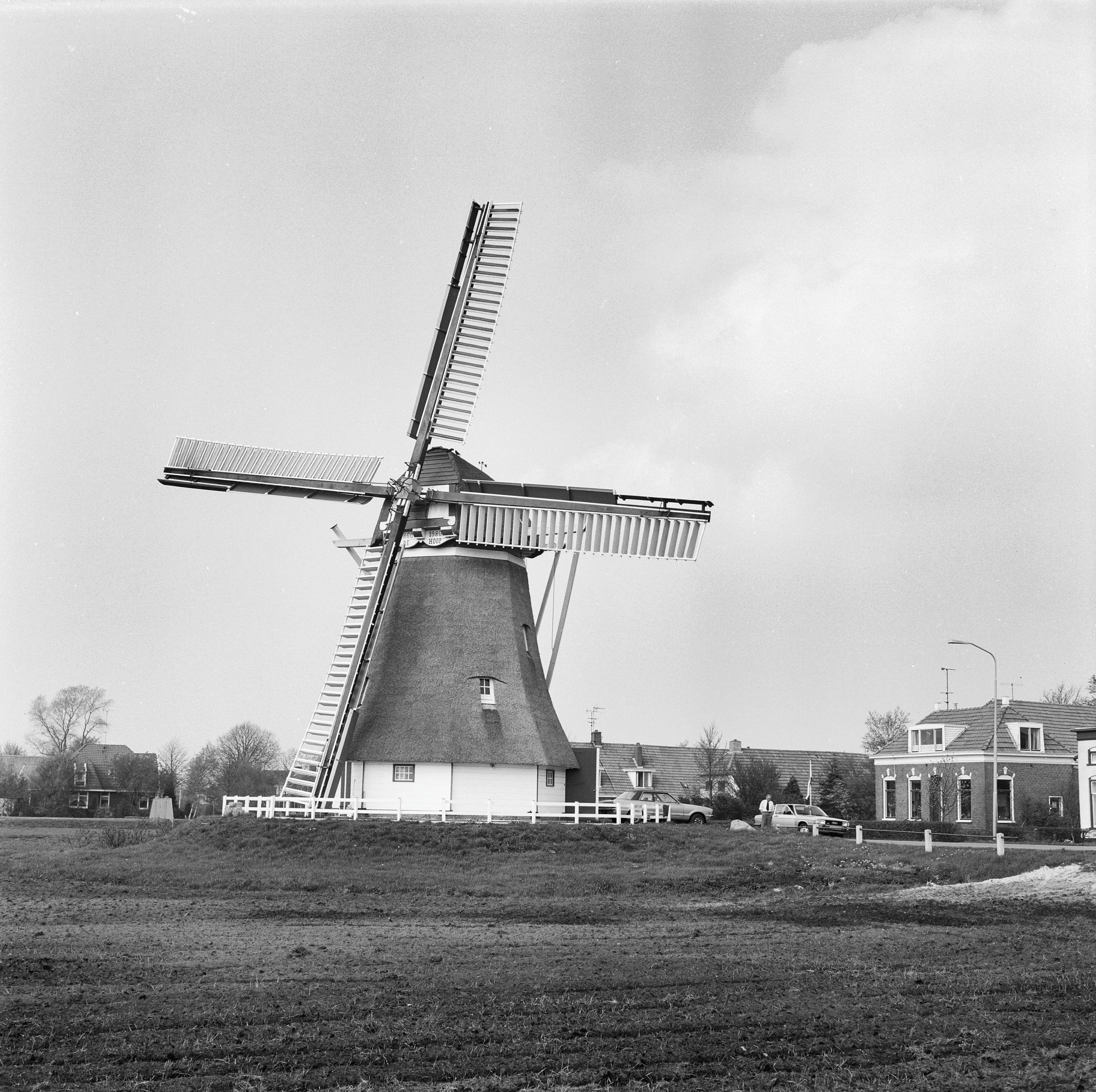
Вітряк De Hoop